# (199507) 2006 DQ118
(199507) 2006 DQ118 es un asteroide perteneciente al cinturón de asteroides, región del sistema solar que se encuentra entre las órbitas de Marte y Júpiter.
Fue descubierto el 28 de febrero de 2006 por el equipo del proyecto Mount Lemmon Survey desde el observatorio del Monte Lemmon.

## Designación y nombre
Designado provisionalmente como 2006 DQ118.

## Características orbitales
2006 DQ118 está situado a una distancia media del Sol de 2,761 ua, pudiendo alejarse hasta 2,865 ua y acercarse hasta 2,657 ua. Su excentricidad es 0,038 y la inclinación orbital 2,308 grados. Emplea 1675,63 días en completar una órbita alrededor del Sol.

## Características físicas
La magnitud absoluta de 2006 DQ118 es 16,27. 